# Jausiers
Jausiers è un comune francese di 1 142 abitanti situato nel dipartimento delle Alpi dell'Alta Provenza della regione della Provenza-Alpi-Costa Azzurra. Si trova nella valle dell'Ubaye, ai piedi del versante nord del Colle della Bonette.

## Società

### Evoluzione demografica

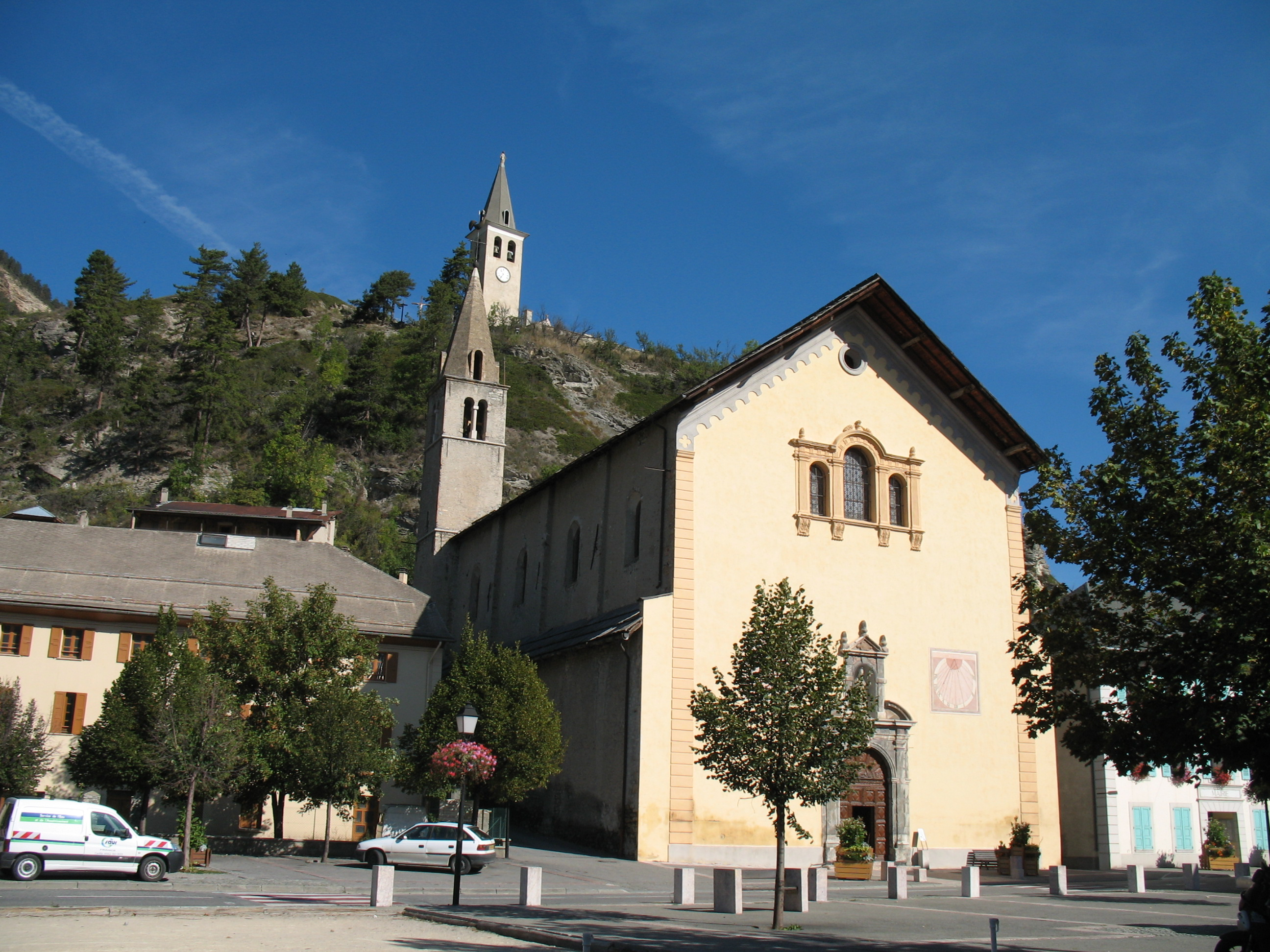
La chiesa di Jausiers, intitolata a san Nicola di Mira

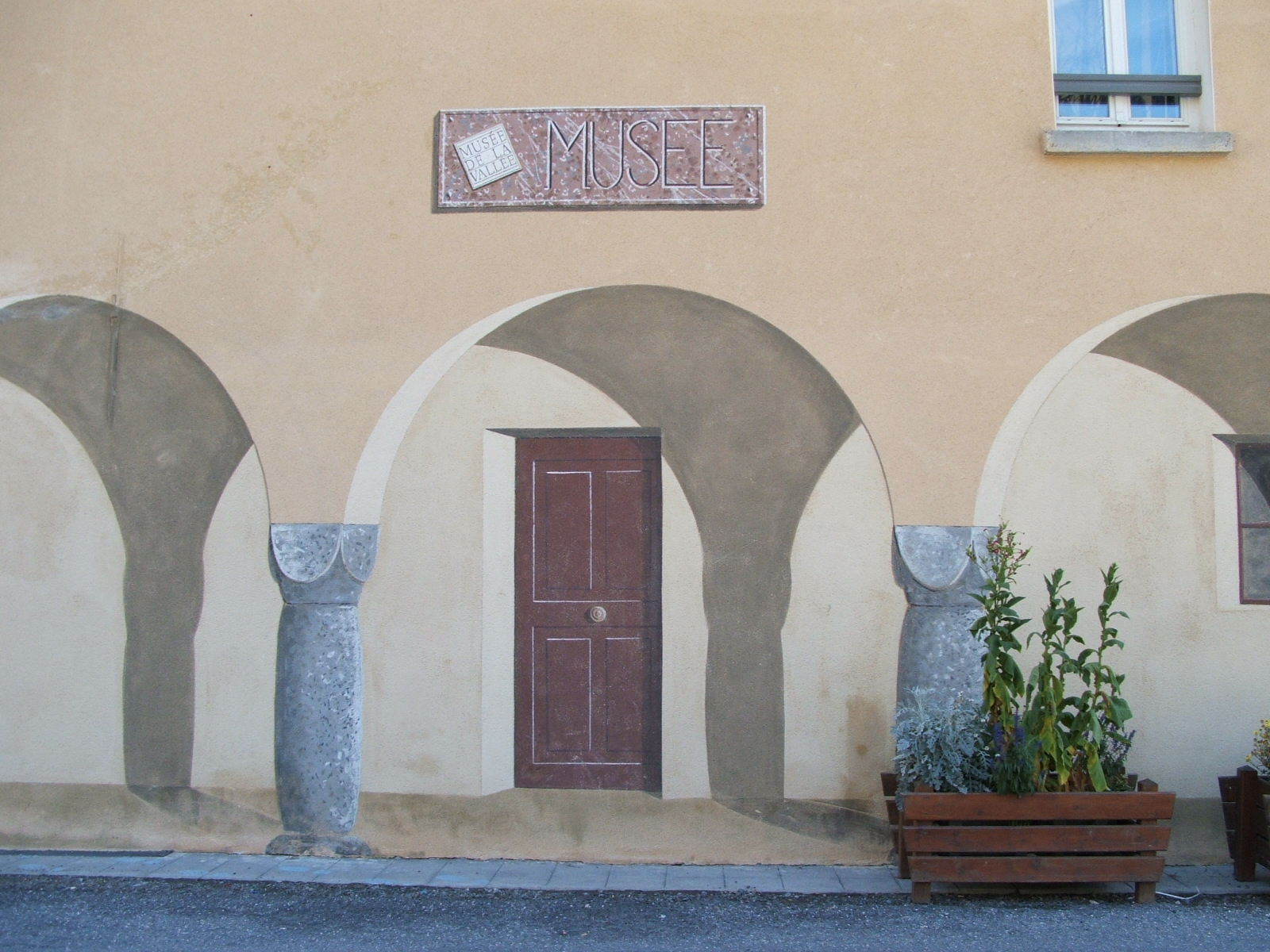
Il curioso prospetto in trompe-l'œil del Musée de la Vallée

Abitanti censiti